# Telstar (Nederlands muzieklabel)
Telstar is een Nederlands muzieklabel in Weert. Het werd opgericht door de oorspronkelijk Rotterdamse volkszanger en songwriter Johnny Hoes, als onderdeel van zijn bedrijf Benelux Music Industries dat ook een platenperserij en een muziekuitgeverij omvatte. Het label bond een groot aantal Nederlandstalige artiesten aan zich, waaronder De Four Tak, De Alpenzusjes, De Twee Pinten, De Slijpers, Arne Jansen, Armand, Doe Maar, Henk Wijngaard, Normaal, Mooi Wark en de Zangeres Zonder Naam.

## Geschiedenis
Hoes begon de zaak toen een muziekuitgeverij hem een voorschot aanbood om het liedje Cowboy soldaat uit te geven - 1200 Frank voor België en 60 gulden voor Nederland.  Hij werkte tussen 1952 en 1963 bij Phonogram, maar vanaf 1964 produceerde hij voor zijn eigen platenmaatschappij Telstar.

## Sublabels
Voor bepaalde muziekgenres werden sublabels gebruikt, zoals voor de countrymuziek van Major Dundee. Voorbeelden van sublabels van Telstar zijn:
- Killroy
- Sky
- Starlet
- Gnome Records